# Vintage (Musikinstrumentenbau)
Im Musikinstrumentenbau wird der Begriff Vintage verwendet, um alte, mit besonderer Sorgfalt hergestellte und oft besonders gut klingende Instrumente zu bezeichnen.

## Begriffsverwendung und -herkunft
Die Bezeichnung Vintage wird bei Musikinstrumenten, die in der Zeit nach dem Zweiten Weltkrieg hergestellt wurden, häufig als werbender Marketingbegriff verwendet, der auf einer Bevorzugung bestimmter klanglicher Eigenschaften basiert. Diese Klangeigenschaften sind ungenau definiert und stehen häufig im Zusammenhang mit dem musikalischen Schaffen populärer Künstler aus dieser Zeit. Folglich ist Vintage zwar ein markttechnischer Begriff, er bezieht sich jedoch auf rein geschmackliche Vorlieben und häufig auf das musikalische Schaffen einer bestimmten Periode.
Vintage bedeutet wörtlich Weinlese oder auch Jahrgang eines Weines, und Vintage-Instrumente stammen wie erlesene Weine aus besonders guten Jahrgängen. Nicht jedes alte Instrument ist zwangsläufig ein Vintage-Instrument; bereits zu Zeiten von deren Herstellung wurden auch Instrumente gebaut, die keine herausragenden Klangeigenschaften aufweisen können. In der englischen Sprache kann Vintage sowohl „altmodisch“ als auch „erstklassig“ bedeuten.
Bei Musikinstrumenten meint Vintage besonders ausgesuchte alte Jahrgänge oder aber ältere, besonders erlesene Einzelinstrumente oder Baureihen. Oft wird in diesem Zusammenhang jedes alte Instrument als „Vintage“ bezeichnet; dies ist aber ein falscher Gebrauch des Begriffes.

## E-Gitarren
Als Vintage gelten beispielsweise so gut wie alle E-Gitarren des Modells Gibson Les Paul aus den 1950er-Jahren. Zu dieser Zeit wurde beim Instrumentenbauunternehmen Gibson auf handwerklich höchstem Niveau gearbeitet. Für den Bau der Instrumente wurden meist hochwertige Hölzer verwendet, die heute aus Gründen des Naturschutzes (Artenschutzabkommen) nicht mehr verfügbar sind oder aber sehr hohe Verkaufspreise bewirken würden. In den 1970er-Jahren hatte bei Gibson unter Konkurrenz- und Kostendruck die Qualität der Verarbeitung nachgelassen; außerdem wurden wesentlich billigere Hölzer als zuvor verbaut. Daher sind die wenigsten Gibson-Gitarren der 1970er-Jahre als Vintage zu bezeichnen. Sie sind zwar alt, aber nicht von ausgesuchter Qualität.
Als Vintage gelten auch so gut wie alle Fender-E-Gitarren und E-Bässe aus der Zeit bevor der US-Konzern CBS Corporation die Firma Fender übernahm, der die Produktion rationalisieren ließ – woraufhin die Qualität der von Fender hergestellten Instrumente angeblich nachließ.
Vintage-Instrumente sind seit einigen Jahren bei E-Gitarren eine Mode geworden. Zu Zwecken der Verkaufsförderung und Preissteigerung werden auch Instrumente minderer Herstellungsqualität, die 30 Jahre oder älter sind, fälschlicherweise als „Vintage“ bezeichnet und teilweise zu übersteigerten Preisen gehandelt. Bevor diese Vintage-Mode etwa in den 1990er-Jahren aufkam, war es häufig möglich, alte und sehr hochwertige und hervorragend erhaltene E-Gitarren und -Bässe zu sehr günstigen Preisen zu erwerben, weil kaum jemand dazu bereit war, für gebrauchte Instrumente höhere Preise als für fabrikneue zu zahlen.
Ein Vorteil von sehr gut erhaltenen Vintage-Gitarren ist, dass in vergangenen Jahrzehnten noch exklusive Tropenhölzer von besonderen klanglichen Eigenschaften verbaut werden konnten, deren Verwendung heute unbezahlbar oder illegal wäre. Auch war der industrielle Instrumentenbau in früheren Jahrzehnten weniger auf möglichst hohe Produktionszahlen ausgerichtet, so dass die von den Herstellern angekauften Klanghölzer länger lagern und trocknen konnten, bevor sie verbaut wurden. Langsam und lange getrocknete Hölzer tragen zur Verbesserung des Instrumentenklangs bei. Außerdem sollen Musikinstrumente an Klangqualität gewinnen können, wenn die verbauten Hölzer durch beständiges Spielen der Instrumente „eingeschwungen“ worden sind. Der Nachteil der Vintage-Mode ist heute in erster Linie der für die meisten Musiker unerschwingliche Sammlerpreis von hochwertigen alten Instrumenten.

## Elektronische Musikinstrumente
Auch bei elektrophonen Instrumenten gibt es Vintage-Stücke aus der Anfangszeit der elektronischen Musik. Alte Instrumente wurden meistens noch vollständig analog gebaut. Deshalb und durch die Verwendung heutzutage unüblicher Bauteile wie zum Beispiel Elektronenröhren wird diesen Instrumenten eine besondere Klangcharakteristik zugeschrieben, die von digitalen Instrumenten nur simuliert werden kann. Die in manchen Fällen umständliche Bedienung der alten Geräte wird von einigen Musikern für deren Klang in Kauf genommen.